# مايا بليستسكايا
وُلدت مايا ميخايلوڨنا بليستسكايا ((بالروسية: Ма́йя Миха́йловна Плисе́цкая)‏)، في 20 نوفمبر 1925 وهي November 20, 1925 روسيّة راقصة باليه، يتم الاستشهاد بها في أغلب الأحيان كواحدةٍ من أعظم راقصات الباليه في القرن العشرين. رقصت مايا أثناء العصر السوڨيتي في نفس وقت الراقصة القديرة جالينا أولانوفا (Galina Ulanova)، وتولّت منها اللقب ك أسولوتا راقصة باليه رائعة لل مسرح البولشوي في عام 1960.

## فترة الطفولة
وُلدت مايا بليستسكايا في موسكو لعائلة بارزة يهودية. ذهبت إلى مدرسة في سبيتسبيرجين، حيثما عمل والدها كمهندسٍ ومدير منجم.
وفي عام 1938، أُعدم -والدها- مايكل بليستسكايا أثناء التطهير الستاليني، على الأرجح بسبب استئجاره صديقًا والذي كان سكرتيرًا لليون تروتسكي (Leon Trotsky). وتم القبض على والدتها راشيل ميسرر-بليستسكايا (Rachel Messerer-Plisetskaya) (أكا را ميسرر) -ممثلة أفلام صامتة- وأُرسلت إلى معسكر العمل (جولاج) في كازاخستان،  جنبًا إلى جنب مع شقيق مايا البالغ من العمر سبعة أشهر. وعندئذ تم تبني مايا من قِبل خالتها -راقصة الباليه سولاميث ميسرر (Sulamith Messerer)- حتى أُطلق سراح والدتها في 1941.
تتلمذت بليستسكايا على يد راقصة الباليه العظيمة للمدرسة الإمبراطورية، إليزاڨيتا جيردت (Elizaveta Gerdt). وفي البداية قدمت أداءً في مسرح البولشوي عند بلوغها 11 عامًا. وفي عام 1943، تخرجت من مدرسة علم الرقص والتحقت بفرقة باليه مسرح البولشوي،  حيثما مارست رقص الباليه حتى عام 1990.

## الحياة العملية

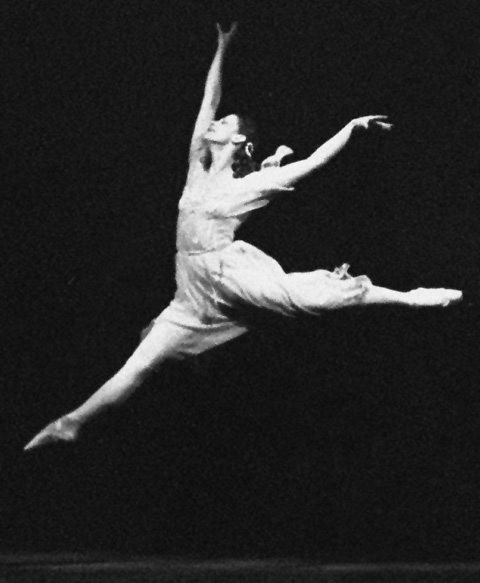

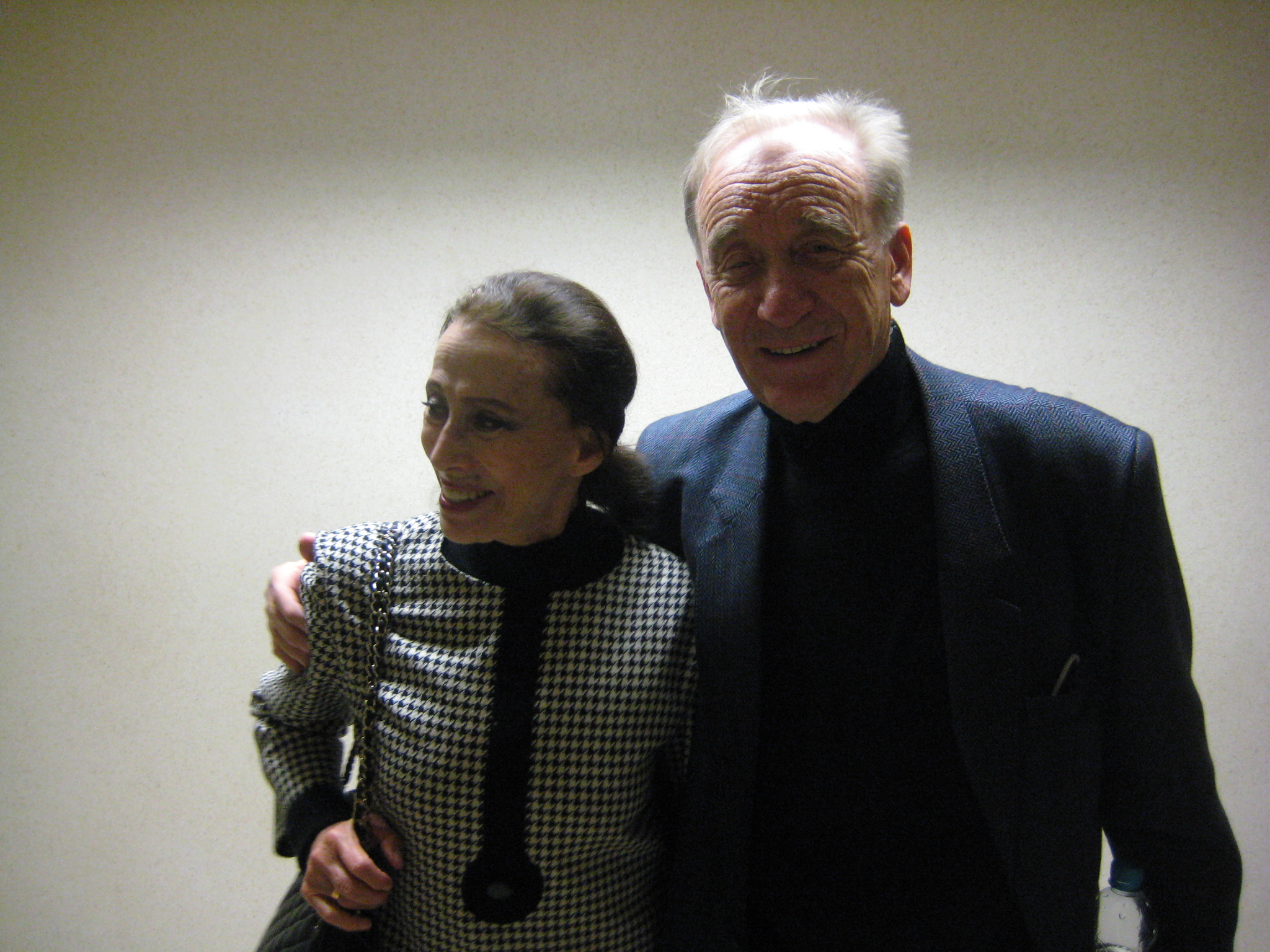
بليستسكايا مع زوجها -روديون ششيدرين (Rodion Shchedrin) - في عام 2009

كانت مايا نوعًا مختلفًا من راقصات الباليه منذ البداية. قضت وقتًا قصيرًا جدًا في مجموعة الراقصين جسد الباليه (corps de ballet) بعد التخرج وسرعان ما سُميت بالعازفة المنفردة. جعلها شعرها الأحمر المُشرق ومظهرها اللافت للنظر شخصيةً براقةً داخل وخارج المسرح. كان لذراعيها الطوليتان ميوعةً لدرجة أنه إلى يومنا هذا ليس لهما مثيل؛ وأصبح تفسيرها لرقصة البجعة الميتة -قطعة عرض قصيرة اشتُهرت بها آنا باڨلوڨا- هو بطاقة دعوتها. كانت مايا معروفة بارتفاع قفزاتها وظهرها المرن للغاية والقوة الفنية لرقصها وحضورها على المسرح. وبرعت في كلٍ من التأني والسرعة، وهو أمرٌ غير معتاد وجوده تمامًا في الراقصات.
وعلى الرغم من الإشادة بها، كانت الإدارة البولشوية لا تعامل مايا بشكلٍ جيدٍ. كانت مايا يهودية في مناخٍ مُعادٍ للسامية، وتم تطهير عائلتها خلال العصر الستاليني وكانت شخصية مايا جريئة، ولذلك لم يُسمح لها بالتجول خارج البلد لمدة ست سنوات بعد التحاقها بمسرح البولشوي. ولم يكن حتى عام 1959 إلى أن سمح نيكيتا خروتشوف (Nikita Khrushchev) لها بالسفر للخارج،  وتمكنت بليستسكايا من التجول عالميًا. فقد غيّرت قدرتها من عالم الباليه، ووضعت مستوى أعلى لراقصات الباليه من حيث كلٍ من التألق الفني والحضور المسرحي.
تضمنت أدوار مايا الأكثر شهرةً أوديت-أوديل في بحيرة البجع (1947) وأورورا في الجمال النائم (Sleeping Beauty) (1961). وفي عام 1958، تم تكريمها بلقب الفنانة الشعبية لاتحاد الجمهوريات الاشتراكية السوفيتية وتزوجت المُلحن الشاب روديون ششيدرين (Rodion Shchedrin)، الذي شاركته شهرته اللاحقة.
بعدما غادرت جالينا أولانوفا (Galina Ulanova) المسرح في عام 1960، أُعلنت مايا بليستسكايا أسولوتا راقصة الباليه الرائعة للمسرح البولوشوي. وفي إصدار الشاشة السوفيتي -رواية- آنا كارنينا (Anna Karenina)، لعبت مايا دور الأميرة تفرسكايا. وفي عام 1971، كتب زوجها المُلحن روديون ششيدرين لحن باليه في نفس الموضوع، حيثما لعبت دور البطولة. وكانت رواية آنا كارنينا أيضًا محاولتها الأولى في علم الرقص. يتضمن أعلام علم الرقص الآخرون الذين صمموا عروض باليه لها يوري جريجوروڨيش (Yury Grigorovich) ورونالد بيتيت (Ronald Petit) وألبرتو ألونسو (Alberto Alonso) وموريس بيجار (Maurice Béjart) مع «إيسادورا» (Isadora).
في ثمانينيات القرن العشرين، قضت بليستسكايا وزوجها ششيدرين معظم الوقت بالخارج، حيثما عملت كمدير فني لباليه الأوبرا في روما في عام 1984-1985، ثم كراقصة باليه محلية إسبانية في مدريد من 1987 حتى 1989. وفي سن الخامسة والستين، تقاعدت أخيرًا من المسرح البولوشوي كعازفة منفردة. وفي عيد ميلادها السبعين، ظهرت لأول مرة في مقطوعة بيجار التي صُممت لها وتسمى «أڨ مايا». منذ عام 1994، عُينت رئيسة لمسابقات الباليه الدولية السنوية ودُعت مايا. وفي عام 1996 سُميت رئيسة الباليه الروسي الإمبراطوري.
عندما سافرت إلى الخارج في ستينيات القرن العشرين، ادّعت الشرطة السرية السوڨييتية بأنها دعمت روبرت إف كينيدي (Robert F. Kennedy)، الأمر الذي أنكرته. (من قبيل المصادفة، وُلد كينيدي في نفس اليوم الذي وُلدت فيه مايا بالضبط).
في عيد ميلادها الثمانين، لخصت صحيفة فاينانشال تايمز (Financial Times) الرأي الحالي بشأن مايا في الكلمات التالية: «كانت، وما زالت، نجمة، باليه مونستر ساكر، البيان الختامي عن التألق المسرحي، المنارة المشتعلة الملتهبة في عالم المواهب المتلألئة بشكلٍ خافتٍ، جمال في عالم حُسن الجمال». في العام التالي، قدم الإمبراطور أكيهيتو (Akihito) لها جائزة الفنون براميوم إمبريال (Praemium Imperiale)، يتم اعتبارها بشكل غير رسمي بأنها جائزة نوبل للفنون. ولاحقًا في حياتها وأثناء التجول في الولايات المتحدة، انضمت لمساعي حقوق المرأة.

## الجوائز والتكريمات
قالب:Russian
تم تكريم مايا بليستسكايا في عدة مناسبات تقديرًا لمهاراتها:
- الجائزة الأولى، مسابقة بودابست الدولية (1949)
- جائزة آنا باڨلوڨا، أكاديمية باريس للرقص (1962)
- جائزة لينين (1964)
- بطل العمل الاشتراكي (1985)
- فارس وسام جوقة الشرف (فرنسا، 1986)
- جائزة النصر، 2000.
- براميوم إمبريال (اليابان، 2006)
- وسام الاستحقاق لصالح الوطن؛
  - درجة أولى (20 نوفمبر 2005) - للمشاركة الرائعة في تطوير فن علم الرقص المحلي والدولي، عدة سنوات من النشاط الخلّاق
  - درجة ثانية (18 نوفمبر 2000) - للمشاركة الرائعة في تطوير فن علم الرقص
  - درجة ثالثة (21 نوفمبر 1995) - للمشاركات الرائعة في الثقافة المحلية والمشاركة الهامة في فن علم الرقص المعاصر
  - درجة رابعة (9 نوفمبر 2010) - للمشاركة الرائعة في تطوير الثقافة المحلية وعلم الرقص، عدة سنوات من النشاط الإبداعي
- الثلاثة أوسمة لينين (1967، 1976، 1985)
- الفنان المشرف لروسيا الاتحادية الاشتراكية السوفيتية (1951)
- فنان الشعب لروسيا الاتحادية الاشتراكية السوفيتية (1956)
- فنان الشعب لاتحاد الجمهوريات الاشتراكية السوفيتية (1959)
- قائد وسام الفنون والآداب (فرنسا، 1984)
- صليب القائد الأعظم ل وسام للفضائل لليثوانيا (2033)
- قائد وسام إيزابيلا الكاثوليكية (إسبانيا)
- قائد وسام الدوق الأكبر الليثواني جيديميناس
- وسام الشمس المشرقة، درجة ثالثة (اليابان، 2011)
- العلاوة «البطل الأوليمبي القومي الروسي» (2000)
- جائزة أمير أستورياس (2012، نوتينغهام، الثامن عشر من يوليو)

## وصلات خارجية
- مايا بليستسكايا على موقع IMDb (الإنجليزية)
- مايا بليستسكايا على موقع الموسوعة البريطانية (الإنجليزية)
- مايا بليستسكايا على موقع مونزينجر (الألمانية)
- مايا بليستسكايا على موقع ميوزك برينز (الإنجليزية)
- مايا بليستسكايا على موقع أول ميوزيك (الإنجليزية)
- مايا بليستسكايا على موقع ديسكوغز (الإنجليزية)
- مايا بليستسكايا على موقع قاعدة بيانات الفيلم (الإنجليزية)
- مايا بليستسكايا على موقع كينوبويسك (الروسية)

- الموقع الرسمي
 The Plisetskaya-Shchedrin Foundation
- The Washington Post's tribute to Maya's 80th birthday
- Video: Excerpt from Maya's "Dance Studies" على يوتيوب
- Stellar ballerina's birthday 20 November 2010
- The Ballerina Gallery - Maya Plisetskaya
- le Gala des étoiles - Maya Plisetskaya
- A national treasure - Maya Plisetskaya